# Кушнер, Александр Семёнович
Алекса́ндр Семёнович Ку́шнер (род. 14 сентября 1936, Ленинград, СССР) — русский советский и российский поэт, эссеист. Лауреат Государственной премии Российской Федерации (1995). Автор около 50 книг стихов (в том числе для детей) и ряда эссе и статей о классической и современной русской поэзии, собранных в семи книгах.

## Биография

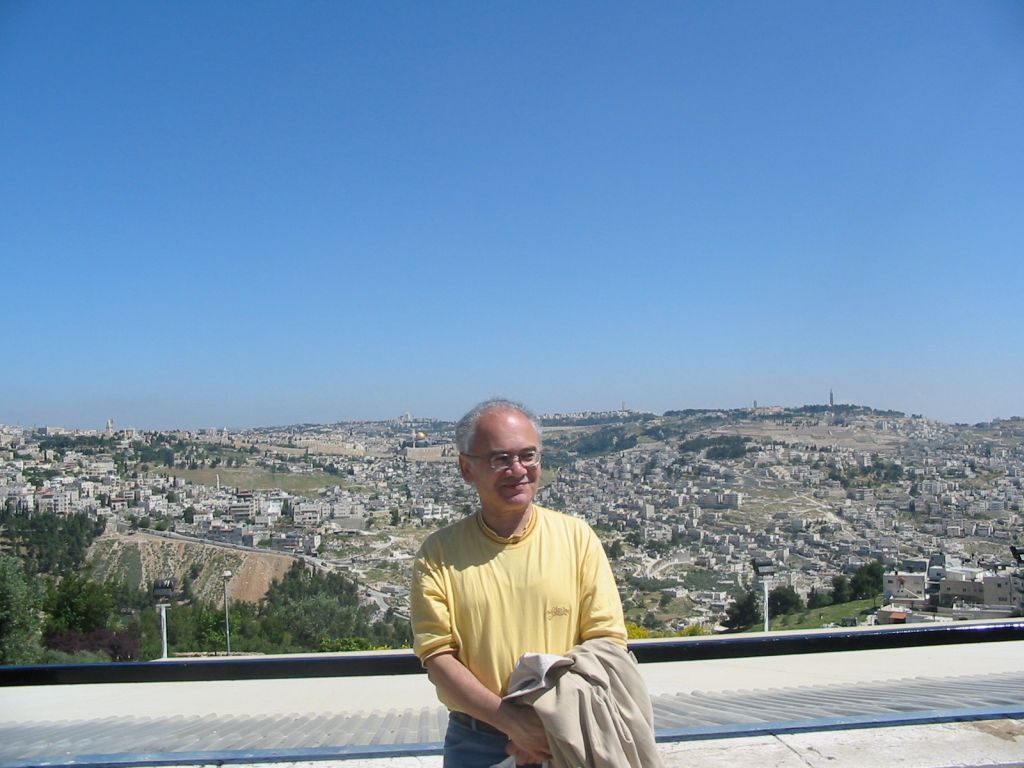
Александр Кушнер на фоне Иерусалима

Родился 14 сентября 1936 года в Ленинграде. Отец — Семён Кушнер (1911—1980), подполковник, был военно-морским инженером.
В 1954 году Александр окончил школу с золотой медалью, учился на факультете русского языка и литературы Ленинградского государственного педагогического института имени А. И. Герцена (ныне Российский государственный педагогический университет имени А. И. Герцена), однокурсником был Сергей Белов.
В 1959—1970 годах преподавал в школе русский язык и литературу. В конце 1950-х — начале 1960-х годов входил в литературное объединение (лито) при Горном институте под руководством Глеба Семёнова. Стихи начал публиковать в 1956—1957 годах в ленинградских альманахах и периодических изданиях. В 1960 году стихи Кушнера вошли в «ленинградский» выпуск подпольного журнала «Синтаксис» и были перепечатаны на Западе в журнале «Грани». Первая книга стихов была опубликована в 1962 году тиражом в 10 тысяч экземпляров. С 1970 года перешёл на профессиональную литературную деятельность. В советское время широко печатался в СССР, но при этом дважды подвергался публичному остракизму, в 1963 году в журнале «Крокодил» (№ 11) и ленинградской газете «Смена» (28 марта) и в 1985 году в газете «Правда» (17 апр.).
Член Союза писателей СССР (1965), Русского ПЕН-центра (1987). Главный редактор «Библиотеки поэта» (с 1992; с 1995 — «Новой библиотеки поэта»). Член редколлегий журналов «Звезда», «Контрапункт» (с 1998), виртуального журнала «Арт-Петербург» (с 1996 года).
В апреле 2015 года в связи с присуждением национальной премии «Поэт» Юлию Киму и отказом жюри номинировать на премию Алексея Пурина вместе с Евгением Рейном вышел из состава жюри.
В 1993 году подписал «Письмо сорока двух».
Проживает в Санкт-Петербурге. По его собственным словам, ни на что не променяет свое место жительства на Калужском переулке.

### Личная жизнь
Жена — Елена Всеволодовна Невзглядова (филолог, критик, поэтесса, публикующая стихи под псевдонимом Елена Ушакова).
Единственный сын (от первого брака — с Татьяной Николаевной Никитиной) Евгений Кушнер с семьёй живёт в Израиле.

## Творчество
В поэзии следует принципам, заложенным акмеистами и близкими по поэтике авторами (от И. Анненского до Бориса Пастернака): описание предметного мира, быта и одновременно включённость в мировую культуру (цитатность). Особое место в творчестве Кушнера занимает образ его родного Петербурга-Ленинграда: судьба лирического героя поэта неотделима от этого города («Он и не мыслит счастья без примет / Топографических, неотразимых» — стихотворение «Что мне весна? Возьми её себе!..»). Кушнер чужд формальным экспериментам: белому стиху, верлибру, словотворчеству; в то же время его работа с традиционными стихотворными размерами в стихах 1970-х — 90-х годов отличается утончённостью и рефлективностью, искусным использованием разностопных стихов, синтагмическими переносами. В творчестве последних десятилетий заметно сравнительное упрощение формы, в духе позднего Пастернака с его тяготением к «незаметному» стилю. Выразительную характеристику языка Кушнера дал его современник и приятель Иосиф Бродский: «Если можно говорить о нормативной русской лексике, то можно, я полагаю, говорить о нормативной русской поэтической речи. Говоря о последней, мы будем всегда говорить об Александре Кушнере».
Также Бродский дал общую оценку творчества: «Александр Кушнер — один из лучших лирических поэтов XX века, и его имени суждено стоять в ряду имён, дорогих сердцу всякого, чей родной язык русский».
Стихам Кушнера свойственна скромность, близость к прозаической речи; мастерство поэта раскрывается только при неторопливом чтении этих стихов — в соответствии с тем, как сам Кушнер раскрывает окружающий мир.
Книги стихов издавались в переводе на английский, голландский, итальянский, сербский, каталанский, китайский языки. Стихотворения переводились также на немецкий, французский, японский, иврит, чешский, болгарский, азербайджанский. В свою очередь, ещё в советские времена Александр Кушнер переводил стихи поэтов республик СССР. В частности, в 1981 году в его переводе была опубликована книга литовского поэта Робертаса Кетуракиса «Из фрагментов к солдатской оде».

## Пародия
Пародию на стихотворение Кушнера
Когда, смахнув с плеча пиджак,
Ложишься навзничь на лужок
Ты поступаешь, как Жан-Жак,
Философ, дующий в рожок.
написал известный пародист Александр Иванов
    «Делай, как я»
               <…>
Когда, освободясь от брюк,
Ложишься навзничь на диван,
То поступаешь, ты мой друг,
Как мсье Гюи де Мопассан.
               <…>
Когда ж, допустим, твой стишок
Изящной полон чепухи,
То поступаешь ты, дружок,
Как Кушнер, пишущий стихи.

## Литобъединение
Литературное объединение под руководством Кушнера существует в Санкт-Петербурге с начала 1970-х. Среди первого состава участников ЛИТО были такие поэты, как Владимир Ханан, Валерий Скобло, Юрий Колкер, Борис Лихтенфельд, Константин Ескин, Татьяна Костина, Александр Танков. За время своего существования ЛИТО многократно переезжало с одной площадки на другую: от швейного объединения «Большевичка» до последнего местонахождения в Доме писателя на Звенигородской улице. Когда А. С. Кушнеру стало трудно вести занятия, на несколько лет эстафету перенял его давний ученик поэт Александр Танков.
Участников ЛИТО Кушнера объединяет преданность русской поэзии и высокая требовательность к слову. Многие бывшие ученики давно стали самостоятельными известными поэтами — так, из ЛИТО Кушнера вышли Алексей Пурин, Алексей Машевский, Николай Кононов. С 1980-х годов состав ЛИТО практически не менялся. Среди участников последнего состава ЛИТО числятся Александр Танков, Александр Фролов, Вероника Капустина, Иван Дуда, Лариса Шушунова. Все эти поэты давно вступили в Союз писателей Санкт-Петербурга, имеют собственные сборники стихов, они — лауреаты литературных премий имени Ахматовой, Пастернака, Заболоцкого, журнала «Звезда». Двух значительных поэтов семинар потерял — трагически рано умерли Александр Гуревич и Василий Русаков.

По словам Александра Танкова: 
…входящие в ЛИТО поэты очень разные, у каждого свой голос, своя собственная интонация. Сухая, твердая, даже жесткая философская лирика Давида Раскина ничуть не похожа на странные, иногда кажущиеся абсурдными, но завораживающие и трогающие за сердце стихи Ивана Дуды, блестящие, нанизанные на тщательно построенный сюжет стихи Александра Фролова — на ассоциативно-фонетические строки Александра Танкова, трагические, мучительные, словно кровоточащие стихи Сергея Николаева — на щемящие, прозрачные, светящиеся ночным неоном строфы Василия Ковалева. Кто-то, сравнивая поэтов этого ЛИТО с живописцами, поставил рядом с Иваном Дудой Филонова, рядом с Давидом Раскиным — немецких экспрессионистов, рядом с Вероникой Капустиной — Модильяни, рядом с Аллой Михалевич — цветные гравюры Хокусая.

## Награды
- Государственная премия Российской Федерации (1995)
- Премия «Северная Пальмира» (1995)
- Премия журнала «Новый мир» (1997)
- Пушкинская премия фонда А. Тепфера (1998)
- Пушкинская премия Российской Федерации (2001)
- Царскосельская художественная премия (2004)
- Премия «Поэт» (2005)
- Премия имени Корнея Чуковского «За плодотворную деятельность, стимулирующую интерес детей к чтению, к отечественной детской литературе» (2007)
- Премия Московской международной книжной выставки-ярмарки «Книга года» в номинации «Поэзия» (2011)[14]
- Международная премия «Балтийская звезда» за развитие и укрепление гуманитарных связей в странах Балтии (2013)
- Китайская литературная премия «Золотая тибетская антилопа» (2015)
- Литературная премия "Молодой Петербург" в номинации "Легенда" (2023)

### Сборники стихотворений
Курсивом выделены книги, содержащие, помимо стихотворений, литературно-критическую прозу и эссе.

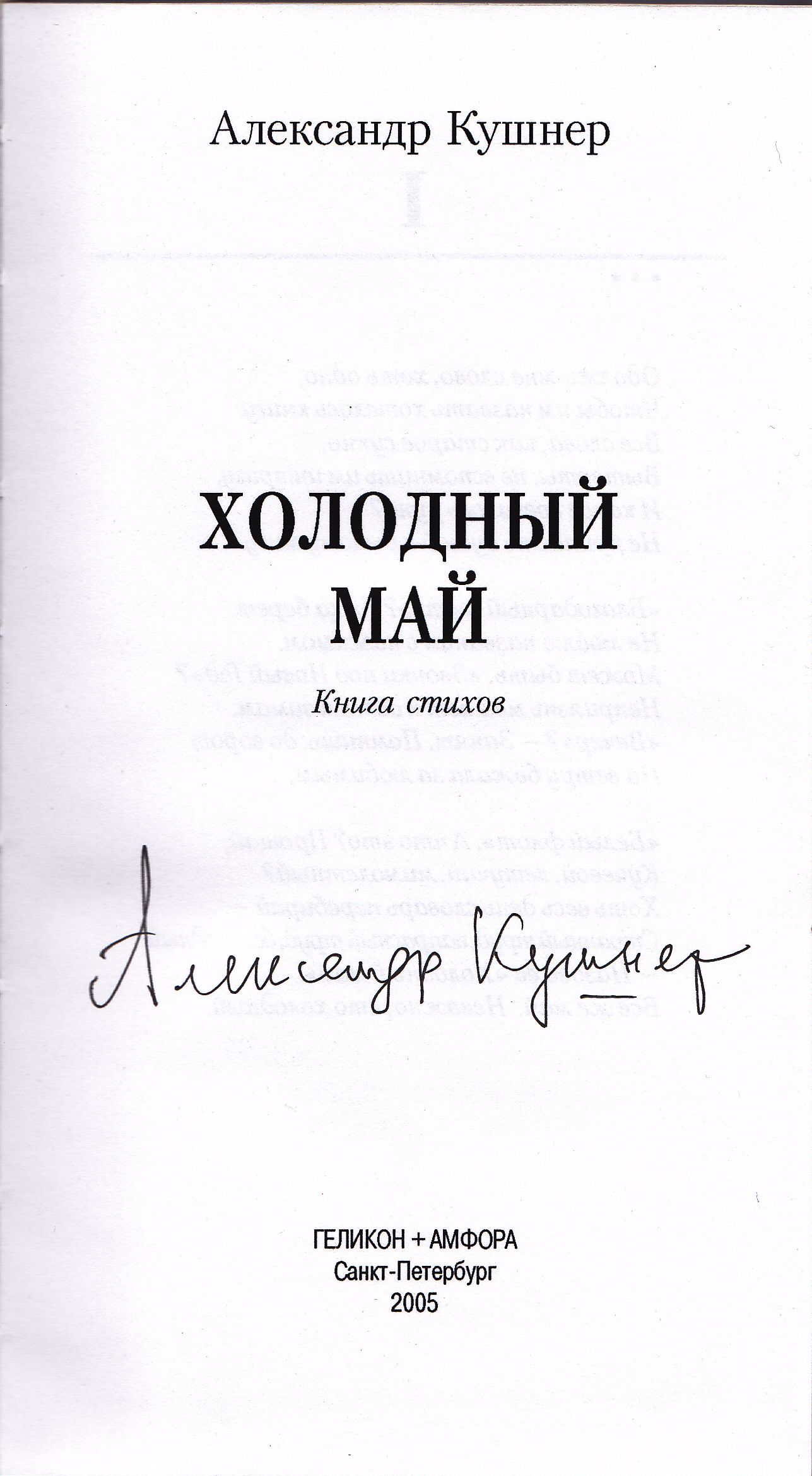
Автограф А. С. Кушнера

- Первое впечатление. — М.-Л.: Советский писатель, 1962. — 96 с.
- Ночной дозор. — М.-Л.: Советский писатель, 1966. — 124 с.
- Приметы. — Л.: Советский писатель, 1969. — 112 с., 10 000 экз.
- Письмо. — Л.: Советский писатель, 1974. — 96 с.
- Прямая речь. — Л.: Лениздат, 1975. — 112 с. — 25 000 экз.
- Голос. — Л.: Советский писатель, 1978. — 128 c. — 20 000 экз.
- Канва: Из шести книг. — Л.: Советский писатель, 1981. — 207 с. — 50 000 экз.
- Таврический сад. — Л.: Сов. писатель, 1984. — 103 с.
- Дневные сны. — Л.: Лениздат, 1986. — 86 с.
- Стихотворения. — Л.: Художественная литература, 1986. — 302 с.
- Живая изгородь. — Л.: Советский писатель, 1988. — 142 с. — 27 000 экз.
- Память / Сост. и пер. с рус. И. Аузиньш — Рига: Лиесма, 1989. — 106 с.
- Флейтист. — М.: Правда, 1990. — (Б-ка «Огонёк»; № 8). — 29 с.
- Аполлон в снегу: Заметки на полях. — Л.: Советский писатель, 1991. — 512 с. — 30 000 экз. ISBN 5-265-01145-5
- Ночная музыка. — Л.: Лениздат, 1991. — 110 с. — 10 000 экз. ISBN 5-289-01086-6
- Apollo in the snow. — New-York: Farras, Straus and Giroux, 1991.
- На сумрачной звезде. — СПб: Акрополь, 1994. — 103 с. — 2 000 экз. ISBN 5-86585-022-9
- Избранное. — СПб: Художественная литература, 1997. — 494 с. — ISBN 5-280-03199-2
- Тысячелистник: [Книга стихов; Заметки на полях]. — СПб: Русско-Балтийский информационный центр БЛИЦ, 1998. — 367 с. — ISBN 5-86789-073-2
- La poesia di San Pietroburgo. — Milano: 1998.
- Летучая гряда. — СПб: Русско-Балтийский информационный центр «БЛИЦ», 2000. — 95 с. — ISBN 978-5-86789-115-2
- Стихотворения: Четыре десятилетия. — М.: Прогресс-Плеяда, 2000. — 288 с. — ISBN 5-93006-010-X
- Пятая стихия: [Избр.]. — М.: Эксмо-Пресс, 2000. — 384 с. — ISBN 5-04-005458-0
- Кустарник. — СПб: Пушкинский фонд, 2002. — 88 с. — ISBN 5-89803-100-6
- Волна и камень. Стихи и проза. — СПб: Logos, 2003. — 768 с. — ISBN 5-87288-242-4
- Poesie [паралл. тексты] / a cura di Paola Pedicone [пер. на итал. П. Педиконе]. Pescara, 2003. 208 с.
- Холодный май. — СПб: Геликон + Амфора, 2005. — 96 с. — ISBN 5-93682-189-7
- Избранное. — М.: Время, 2005. — 270 с. — ISBN 5-94117-093-9
- Аполлон в траве: Эссе; Стихи. — М.: Прогресс-Плеяда, 2005. — 632 с. — ISBN 5-93006-036-3
- В новом веке. — М.: Прогресс-Плеяда, 2006. — 336 с. — ISBN 5-93006-057-6
- Времена не выбирают: Пять десятилетий. — СПб.: Азбука-классика, 2007. — 224 с. — ISBN 978-5-91181-580-6
- Избранные стихотворения: [Буклет с текстом в составе мультимедийной книги]. — СПб.: Геликон Плюс, 2007. — (Серия «Живые стихи»).
- Лирика [паралл. тексты] / Пер. на сербский: В. Хорват, М. Сибинович. — Смедерево, 2007. — 224 с.
- Таврический сад: Избранное. — М.: Время, 2008. — 528 с. — ISBN 978-5-9691-0200-2
- Облака выбирают анапест. — Мир энциклопедий Аванта+; Астрель, 2008. — 95 с. — ISBN 978-5-98986-156-9
- Мелом и углём. — М.: Мир энциклопедий Аванта+; Астрель; Полиграфиздат, 2010. — 128 с. — ISBN 978-5-98986-393-8; — ISBN 978-5-271-283-75-8; — ISBN 978-5-42-15-1045-1
- По эту сторону таинственной черты: Стихотворения, статьи о поэзии. — СПб.: Азбука; Азбука-Аттикус, 2011. — 544 с. — ISBN 978-5-389-01520-3
- Вечерний свет. — СПб.: Издат. группа «Лениздат», 2013. — 112 с. — ISBN 978-5-4453-0055-7
- Es tot el que tenim: (Antologia poetica) [паралл. тексты] / Trad. X. Deakonova [Пер. на каталанск. К. Дьяконовой]. Girona, 2013. 100 с.
- Времена не выбирают…: [Избр.] — М.: Эксмо, 2014. — 416 с. — ISBN 978-5-699-72989-0
- Античные мотивы: [Стихотворения; Эссе]. — СПб.: Союз писателей Санкт-Петербурга; Геликон Плюс, 2014. — 160 с. — ISBN 978-5-93682-963-5
- Земное притяжение. — М.: Время, 2015. — 96 с. — ISBN 978-5-9691-1390-9
- Избранное — Selected Poetry [паралл. тексты] / Transl. by Gary Light; Пер. Гари Лайта. — New York: KRiK, 2015. — 31 с. — ISBN 978-0692514054; ISBN 0692514058
- Избранные стихи. — СПб.: Журнал «Звезда», 2016. — 472 с. — ISBN 978-5-7439-0204-0
- Меж Фонтанкой и Мойкой…: Книга стихов. — СПб.: Арка, 2016 (то же — 2019; 2022). — 288 c. — ISBN 978-5-91208-221-4
- Испытание счастьем: (Стихи о Вырице). — СПб.: Умозрение, 2016. — 92 с. — ISBN 978-5-9906730-2-1. — То же, [изд. 2-е, доп.] 2021. — 102 с. (с тем же ISBN).
- Над обрывом. — М.: Время, 2018. — 96 с. — ISBN 978-5-9691-1748-8
- О поэтах и поэзии. — СПб.: СПб ОО «Союз писателей Санкт-Петербурга»; Геликон-Плюс, 2018. — 640 с. — ISBN 978-5-9909707-9-3
- Посещение: Избранные стихотворения. — СПб.: Союз писателей Санкт-Петербурга; Геликон Плюс, 2019. — 512 с. — ISBN 978-5-00098-233-4
- Обстоятельства времени: Из стихов, не вошедших в книги. — М.: Булат, 2020. — 407 с. — ISBN 978-5-6044334-0-9
- Осенний театр: Книга стихов. — М.: Время, 2020. — 94 с. — ISBN 978-5-9691-2023-5
- Избранное. — М.: Эксмо, 2021. — 398 с. — ISBN 978-5-04-154159-0
- Звёздная карта: Книга новых стихов. — М.: Время, 2022. — 92 с. — ISBN 978-5-9691-2235-2
- "То, что мы зовём душой...": [Избранное]. — СПб.: Азбука, 2023. — 416 с. — ISBN 978-5-389-23253-2
- Времена не выбирают: [Избранное]. — М.: АСТ, 2023. — 224 с. — !SBN 978-5-17-159380-3
- Времена не выбирают: Поэзия. — М.: АСТ, 2023. — 288 с. — ISBN 978-5-17-159370-4
- Неизвестному другу: Новые стихи. — СПб.: Геликон Плюс, 2024. — 104 с. — ISBN 978-5-00098-408-6

### Книги для детей
- Заветное желание. — Л.: Детская литература, 1973.
- Большая новость. — Л.: Детская литература, 1975. — 16 с.— 300 000 экз.
- Город в подарок. — Л.: Детская литература, 1976. — 128 с.
- Велосипед. — Л.: Детская литература, 1979. — 12 с. — 300 000 экз.
- Веселая прогулка. — Л.: Детская литература, 1984. — 36 с. — 150 000 экз.
- Что я узнал!: Альбом для раскрашивания. — Киев: Вэсэлка, 1988. — 12 с.
- Как живете? — Л.: Детская литература, 1988. — 47 с.
- Чтобы всех напугать: [Книжка-игрушка]. — М.: Журнал «На боевом посту»; КООП «ИСО», 1992.
- Что лежит в кармане? — М.: Олма-Пресс Экслибрис, 2003. — 8 с. — ISBN 5-94847-001-6
- Что я узнал! — М.: Олма-Пресс Экслибрис, 2003. — 8 с. — ISBN 5-94847-001-6
- Весёлая прогулка. — СПб.: Азбука; Азбука-Аттикус, 2011. — (Сер. «44 весёлых стиха»). — 48 с. — ISBN 978-5-389-01777-1
- Хорошо иметь слона!.. / Послесл. М. Яснова. — СПб.: Детгиз, 2015. — 92 с. ISBN 978-5-8452-0504-9
- Заветное желание. — СПб.; М.: Речь, 2016. — (Сер. "Любимая мамина книжка.) — 20 с. — [Переизд. одноимённой кн. 1973 г.; см. выше.] — ISBN 978-5-9268-2003-1
- Поэтическое восприятие мира: [Стихи и эссе]. — СПб.: Фонд «Дом детской книги», 2021. — 288 с. — ISBN 978-5-6045521-0-0

### Новейшая литература о творчестве А. С. Кушнера
- Арьев А. Маленькие тайны, или Явление Александра Кушнера // Арьев А. Царская ветка. — СПб., 2000. — С. 85—185.
- Арьев А. Привычка жить: К 80-летию Александра Кушнера // Знамя. — 2016. — № 9. — С. 169—182.
- Арьев А. «На расстоянье стиха»: Поэзия Александра Кушнера // Арьев А. За медленным и золотым орлом: О петерб. поэзии. — СПб., 2018. — С. 443—491.
- Бак Д. Сто поэтов начала столетия: Пособие по современной русской поэзии. — М., 2015. — С. 305—310.
- Беляева Н. Александр Кушнер: восемь граней таланта // Нева. — 2016. — № 9. — С. 182—193.
- Гельфонд М. М. «Читателя найду в потомстве я…»: Боратынский и поэты XX века. — М., 2012. — С. 163—178 (и др.).
- Гловко О. Имя в лирическом контексте: (На основе стихотворения Александра Кушнера «Война была закончена») // Имя текста, имя в тексте: Сб. науч. трудов. — Тверь, 2004. — С. 61—70.
- Казарин Ю. Часть вечности: о поэзии Александра Кушнера // Урал. — 2012. — № 4. — С. 219—236.
- Калинников Л. А. Вопросы поэта А. С. Кушнера к философу И. Канту о проблемах потусторонних // Кантовский сборник: Науч. журн. — Калининград, 2010. — № 3 (33). — С. 33—51.
- Королёва Н. В. Встречи в пути: [Воспоминания]. — СПб., 2010 (по ук. имён).
- Кудрявцева И. А. Поэт и процесс творчества в художественном сознании А. Кушнера: Автореф. дисс. … канд. филолог. наук. — Череповец, 2004.
- Кулагин А. В. Кушнер и русские классики: Сб. статей. — Коломна, 2017. — 240 с.
- Кулагин А. В. Поэтический Петербург Александра Кушнера: Монография [изд. 2-е, испр. и доп.]. Статьи. Эссе. — Коломна, 2020. — 421 с.
- Кумпан Е. А. Ближний подступ к легенде: [Воспоминания]. — СПб.: Журнал «Звезда», 2016 (по ук. имён).
- Ляпина Л. Е. «Таврический сад» А. С. Кушнера: контекстуальное прочтение // Ляпина Л. Е. Мир Петербурга в русской поэзии: Очерки исторической поэтики. — СПб., 2010. — С. 126—137.
- Невзглядова Е. Пятая стихия: (О книге стихов А. Кушнера «Таврический сад») // Невзглядова Е. О стихе. — СПб., 2005. — С. 193—212.
- Новиков Вл. Бродский — Кушнер — Соснора: Академическое эссе // Новиков Вл. Роман с литературой. — М., 2007. — С. 114—119.
- Новикова Е. История одной эпиграммы: (Пушкин — Кушнер — Быков) // Собрание сочинений: К шестидесятилетию Л. И. Соболева. — М., 2006. — С. 411—416.
- Поддубко Ю. В. Античные мотивы и образы в поэзии А. Кушнера // Література в контекстi культури: Зб. наук. праць. — Вып. 22 (2). — Киев, 2012. — С. 252—259.
- Поддубко Ю. В. Мотивно-образная система лирики А. Кушнера: Дисс. … канд. филолог. наук. — Харьков, 2015. — 219 с.
- Роднянская И. «И много ль нас, внимательных, как я…» // Новый мир. 1992. № 6;
- Смирнов А. Прямая речь: Заметки о поэзии Александра Кушнера // Сноб. — 2015. — № 5. — С. 166—171.
- Суханова С. Ю., Цыпилёва П. А. Функции античного претекста в лирике А. Кушнера // Вестник Томск. гос. ун-та: Филология. — 2014. — № 2 (28). — С. 126—141.
- Шайтанов И. О. Дело вкуса: Книга о современной поэзии. — М., 2007.— С. 535—544.
- Шаховская Н. Н. Русская история в художественном сознании А. С. Кушнера: Дисс. … канд. филолог. наук. — М., 2018. — 172 с.
- Яснов М. Большая новость: Александр Кушнер // Яснов М. Путешествие в чудетство: Книга о детях, детской поэзии и детских поэтах. — СПб., 2014. — С. 173—176.
- Ячник Л. Н. Интертекстуальность и русская поэтическая традиция в творчестве Александра Кушнера: Дисс. … канд. филолог. наук. — Киев, 2014.

### Справочные материалы
- Александр Семёнович Кушнер / Сост. Н. И. Кузнецова // Русские советские писатели. Поэты: Биобиблиогр. указатель. — [Т.] 12. — М.: Кн. палата, 1989. — С. 4—34.
- Роднянская И. Б. Кушнер Александр Семёнович // Русские писатели 20 века: Биографич. словарь. — М., 2000. — С. 399—402.
- Пьяных М. Ф. Кушнер Александр Семёнович // Русские писатели XX века: Прозаики, поэты, драматурги: Биобиблиографич. словарь: В 3 т. — М., 2005. — Т. 2. — С. 389—392.
- Александр Кушнер: материалы к библиографии / Сост. А. В. Кулагин. — М.: Булат, 2021. — 180 с. — ISBN 978-5-6046242-5-8

### Поэзия Александра Кушнера
- Александр Кушнер в «Журнальном зале»
- Александр Кушнер на сайте «Новая карта русской литературы»
- Александр Кушнер на сайте «Неофициальная поэзия»
- Александр Кушнер на сайте Литературного радио (аудиозаписи)
- Александр Кушнер в программе «Встречи на Моховой» (Петербург — Пятый канал, 13 декабря 2008)
- видео — Александр Кушнер в программе «Встречи на Моховой» (13 декабря 2008)

### Критики об Александре Кушнере
- Бек Т. Всё дело в ракурсе.
- Гедройц С. Печатный двор.
- Канунникова О. Дневной огонь.
- Немиров М. Всё о поэзии-164. Кушнер Александр.
- Фаликов И. …Так можно сказать?
- В.Бетаки. «Русская поэзия за 30 лет (1956—1986)» «Антиквариат» New Haven Conn. USA 1987
- Родом из детства. О детской поэзии Александра Кушнера на сайте family.booknik.ru
- Л. Шушунова. «Пышный парадный венок жестковат…» Некоторые тенденции поздней лирики Александра Кушнера.
- А. Вергелис. Опыт поэтической теодицеи. О книге стихов Александра Кушнера «Земное притяжение»

### Интервью с Александром Кушнером
- Александр Кушнер: «Читатель отказывается читать галиматью и теряет интерес к поэзии…» Интервью для русско-американского портала RUNYweb.com
- Анатольев М. «Кто тише старика, попавшего в больницу?» (интервью с А. С. Кушнером) // Больница. 1998. № 3. С. 18-19.